# Consejo Consultivo de Andalucía

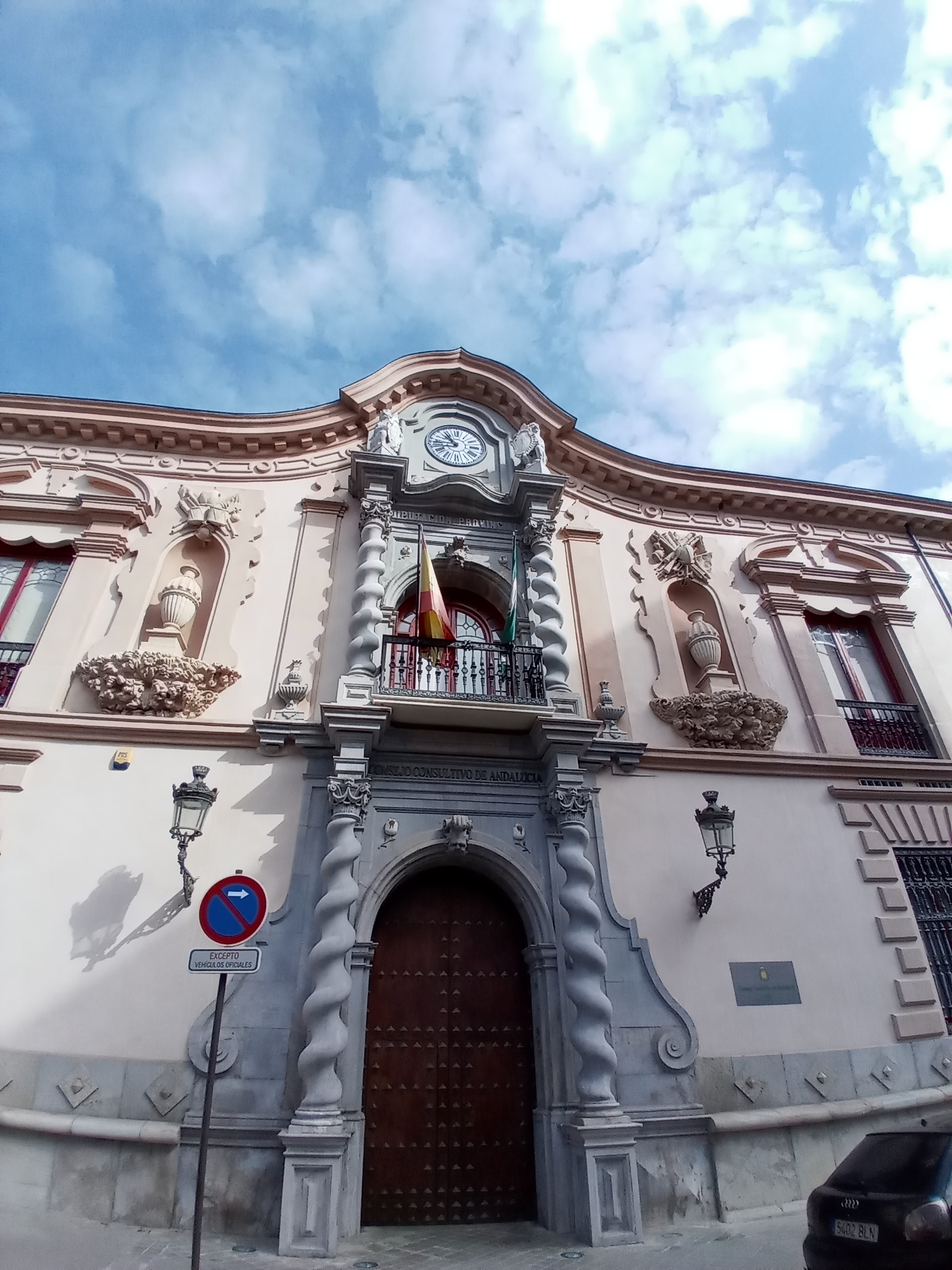
Fachada de la sede del Consejo Consultivo

El Consejo Consultivo de Andalucía, con sede en Granada, en el Palacio de Bibataubín, es el Superior Órgano de consulta en la comunidad autónoma de Andalucía (España), al que están obligados a solicitar dictámenes el Gobierno y su Administración, las administraciones locales, las universidades públicas andaluzas y las corporaciones de Derecho Público. El Consejo es independiente; no depende de ninguna institución autonómica y vela en sus dictámenes por la observancia de la Constitución Española, el Estatuto de Autonomía de Andalucía y el resto del ordenamiento jurídico.
Está compuesto por la presidenta (la catedrática María Jesús Gallardo Castillo), los Consejeros Permanentes (personas que hayan desempeñado el cargo de Presidente de la Junta de Andalucía, hasta que cumplan sesenta y cinco años) y los Consejeros de carácter electivo (profesionales que se distingan en el campo del Derecho con experiencia superior a 10 años) y nato (el presidente de una de las Reales Academias de Legislación y Jurisprudencia de Andalucía, el fiscal jefe del Tribunal Superior de Justicia de Andalucía, un representante del Consejo Andaluz de Colegios de Abogados, el director general de Administración Local y el jefe del Gabinete Jurídico de la Junta de Andalucía, con nombramiento de conformidad con lo previsto en la Ley del Consejo.

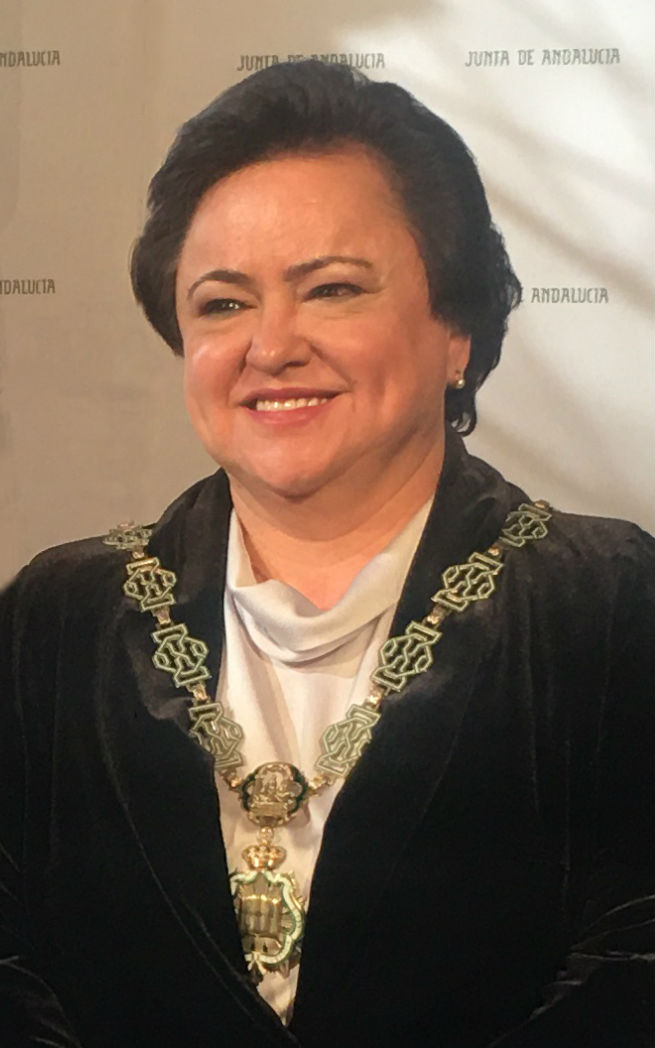
María Jesús Gallardo Castillo. Presidenta del Consejo Consultivo de Andalucía